# Sunrise-Dam-Goldmine
Die Sunrise-Dam-Goldmine liegt 770 Kilometer nordöstlich von Perth, 220 Kilometer nordöstlich von Kalgoorlie-Boulder und 55 Kilometer südlich von Laverton in Western Australia in den östlichen Goldfeldern von Western Australia an der Ostseite des Lake Carey.
Die Goldmine befindet sich zu 100 Prozent im Eigentum von Anglogold Ashanti.

## Geschichte
Entdeckt wurde die Goldlagerstätte im August 1988. 1993 wurde das Vorkommen auf 2,3 Millionen Tonnen Gestein mit einem Gehalt von 4,6 Gramm je Tonne geschätzt und der Tagebau begann 1995, der 2008 eine Teufe von 440 Metern erreichte. 1999 übernahm AngloGold das Bergwerk von Acacia Resources Ltd, 2003 wurde mit dem Untertagebau begonnen.
Das Kraftwerk des Bergwerks wurde mit Dieselgeneratoren betrieben und 2008 durch LNG-Gasturbinen ersetzt, um Kosten zu minimieren und den Schadstoffausstoß zu minimieren.

## Geologie

Goldminen in der Nähe

Das Gebiet hat das typische Profil der flachen Landschaft des Yilarn Craton. Am Lake Carey befinden sich Sand- und gipshaltigen Dünen, flache Salzpfannen und flach ausgewaschene Ablagerungen. Am Sunrise Hills tritt ein eisenhaltiges gebändertes Gestein an die Erdoberfläche.
Die goldhaltige Erzlagerstätte befindet sich im Norseman-Wiluna-Grüngürtel. In der Nähe dieses Goldvorkommens befinden sich weitere Goldlagerstätten, die abgebaut werden. Das gebänderte eisenhaltige Gestein der Sunrise-Dam-Goldmine, das Ablagerungen in einer Mächtigkeit von 2 bis 10 Metern erreicht, enthält metasedimentäre, metavulkanische und metaklastische Gesteine und magnetithaltige Tuffe. In diese Gesteine intrudierten Quarz- und feldspathaltige Porphyre. In den quarzhaltigen Adern, die sich im Verlauf der Sunrise-Abschering bildeten, befindet sich Gold, das durch Verwitterung auch oberflächennah abgelagert wurde.

## Bergwerksbetrieb und Umwelt
Gefördert wird das Gestein in traditioneller Technik. Das gewonnene Gestein wird mit Radladern und Muldenkippern bewegt und zu Förderbändern transportiert. Die Trennung von Gestein und Gold geschieht durch Schwerkraft und das Carbon-In-Leach-Verfahren. Die Aufbereitung des Gesteins erfolgt in diesem Verfahren nach Zerkleinerung des Gesteins, Flotation und Cyanidauslaugung unter Beteiligung von Aktivkohle. Nach Filtration und Ausfällung entsteht brauner Schlamm, aus dem nach Waschen und Trocknen durch Reduktion Rohgold gewonnen wird. Trotz Wiederverwendung der cyanidhaltigen Waschlösung, kann auch Cyanid in die Umwelt entweichen. Diese werden zwar leicht in der Natur zersetzt und abgebaut, dennoch können die  entstehenden großen Abraumhalden und Cyanid-Stäube durch Wind und Wasser unkontrolliert verteilt werden, Giftstoffe unkontrolliert in die Umwelt gelangen und schwere ökologische Schäden verursachen.

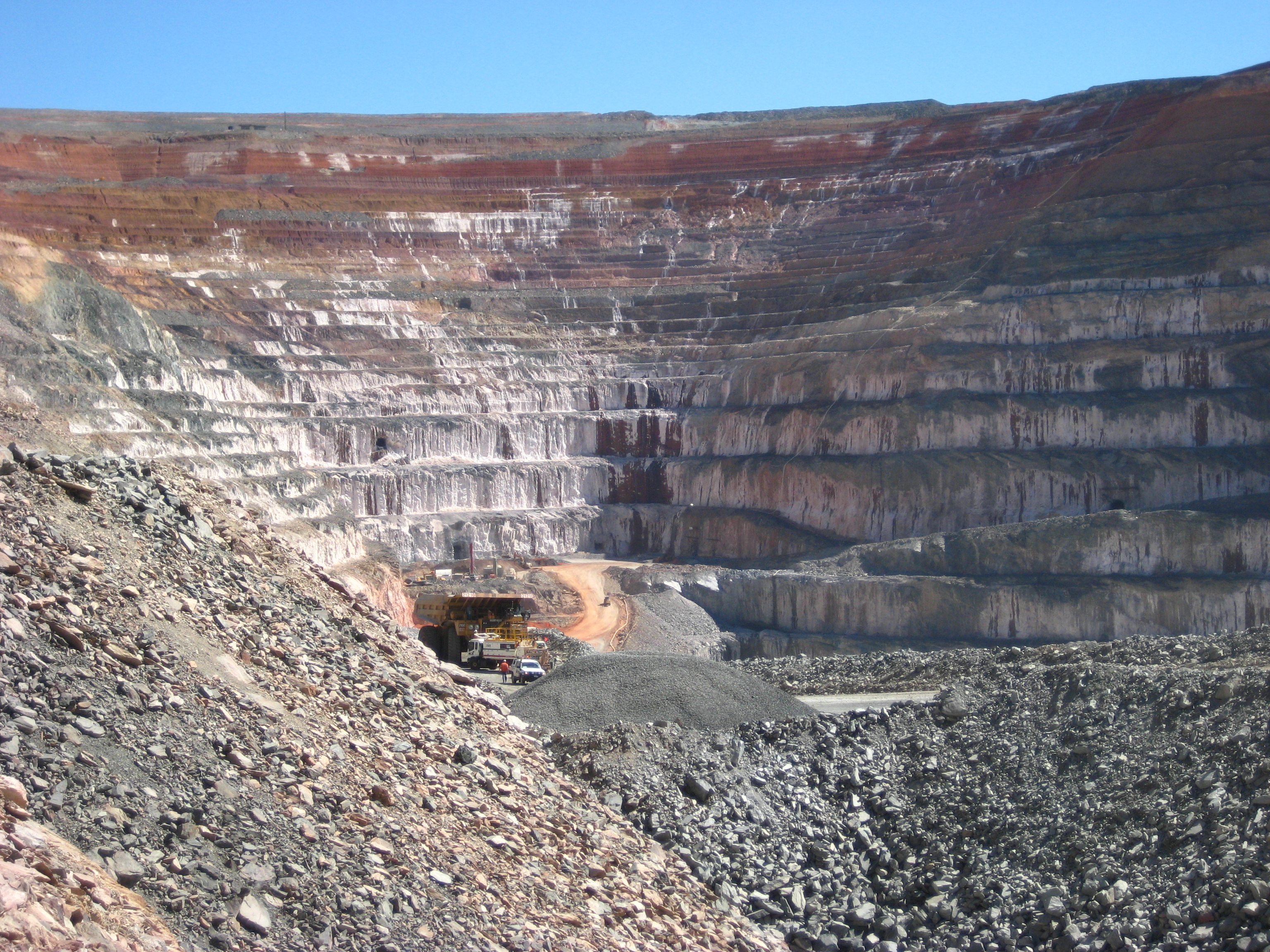
Blick in das Bergwerk.
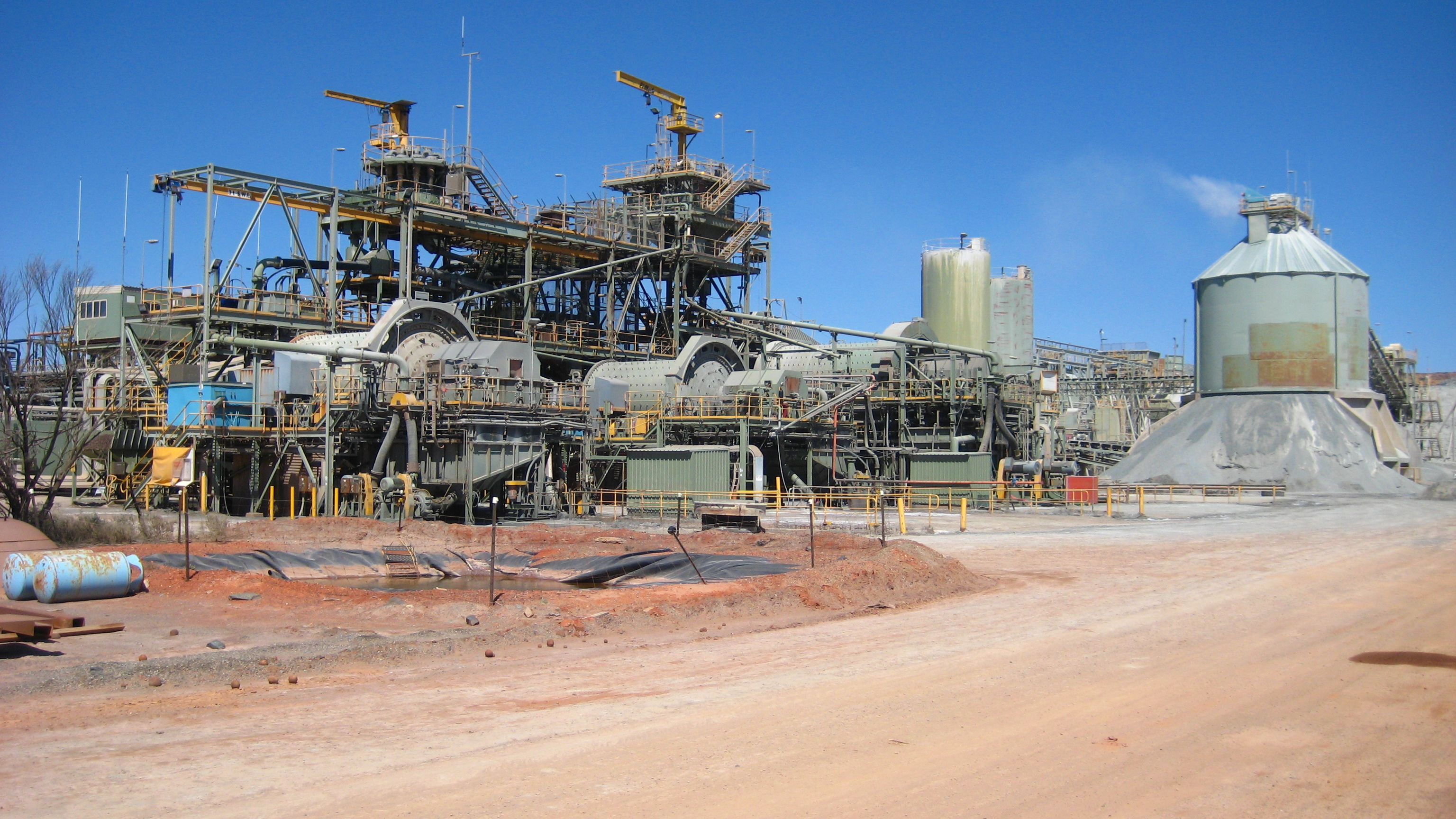
Produktionsanlage des Bergbaus
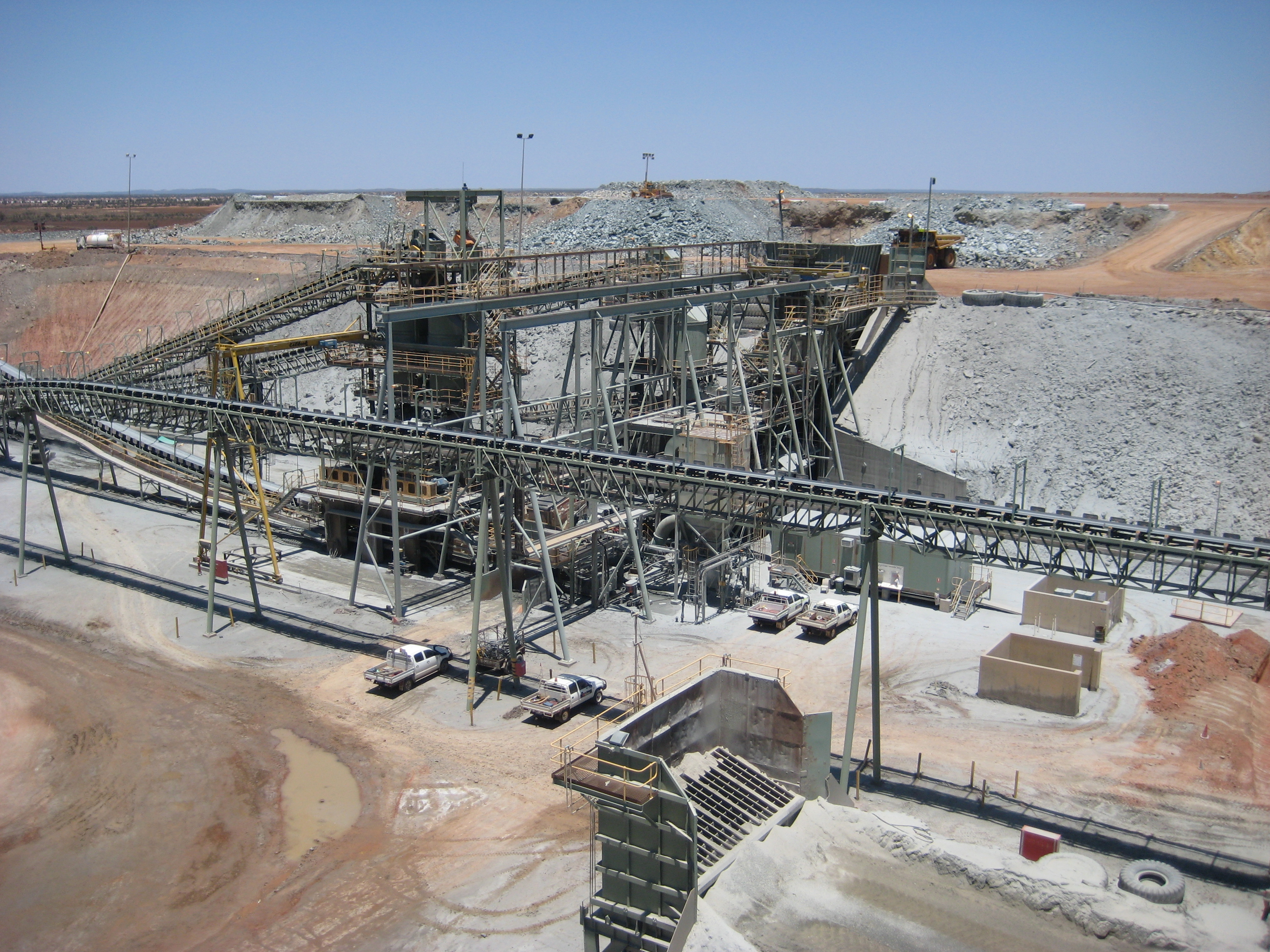
Förderbandanlage
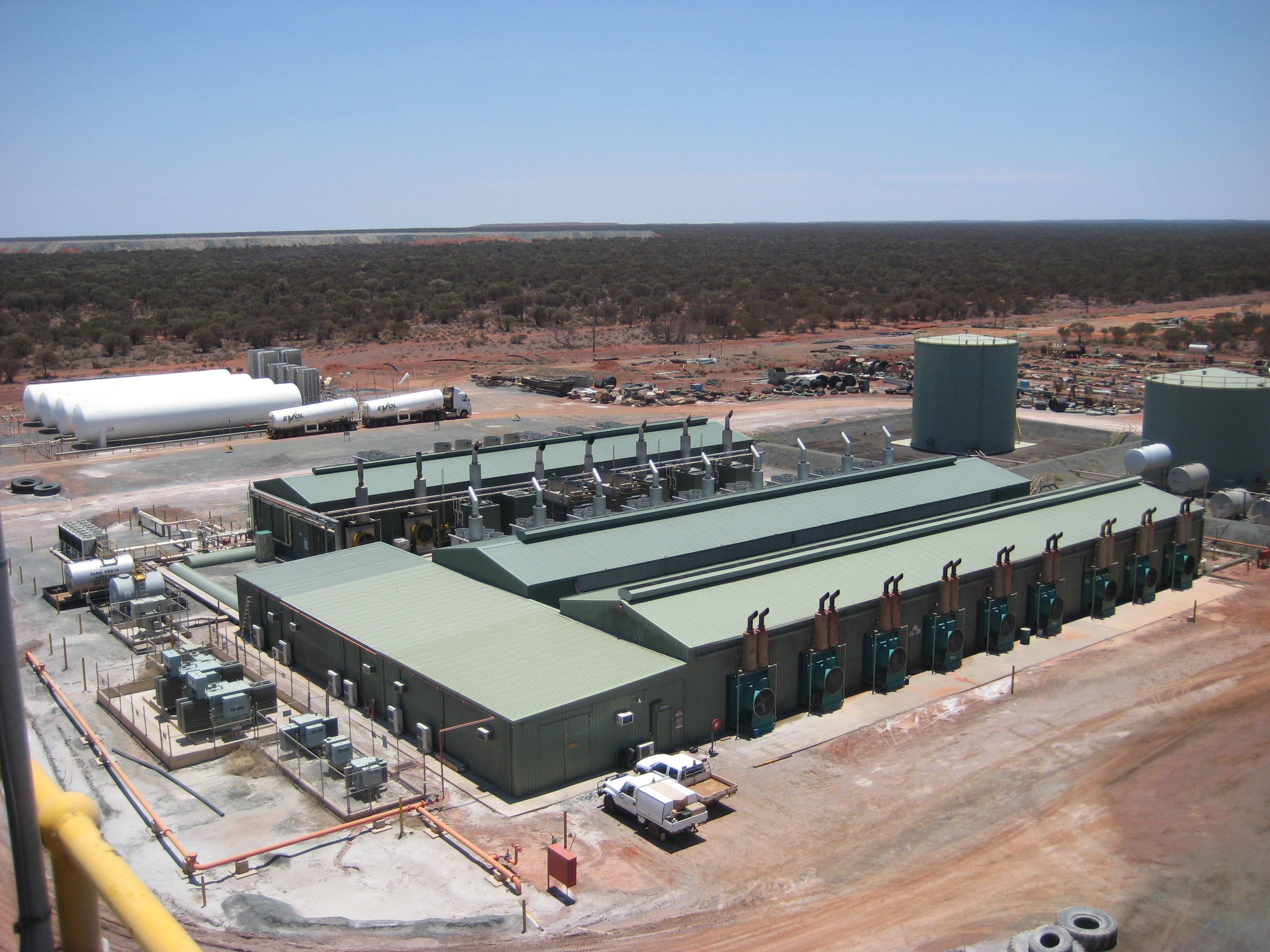
Sunrise-Kraftwerk
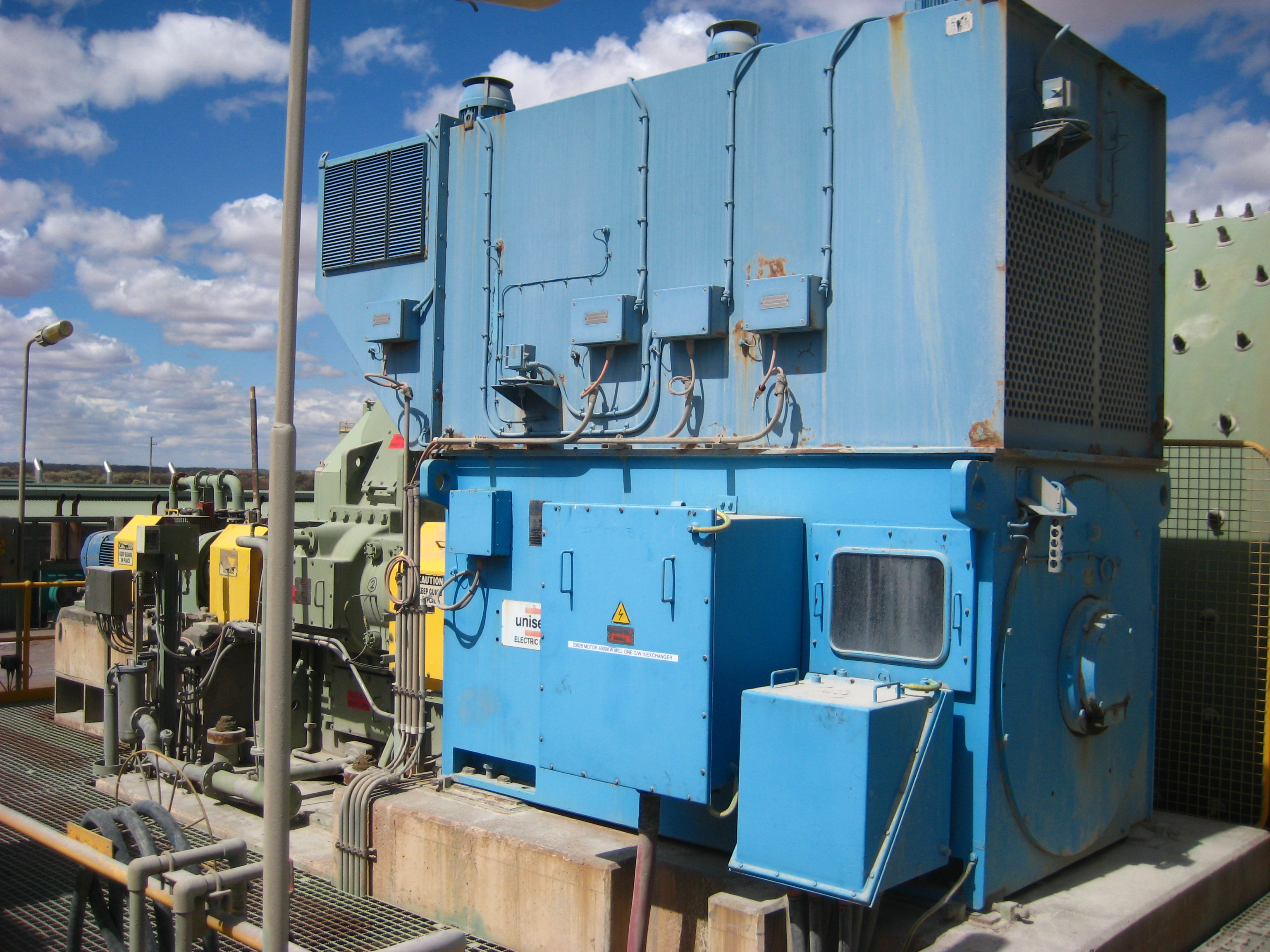
Motor der Gesteinsmühle
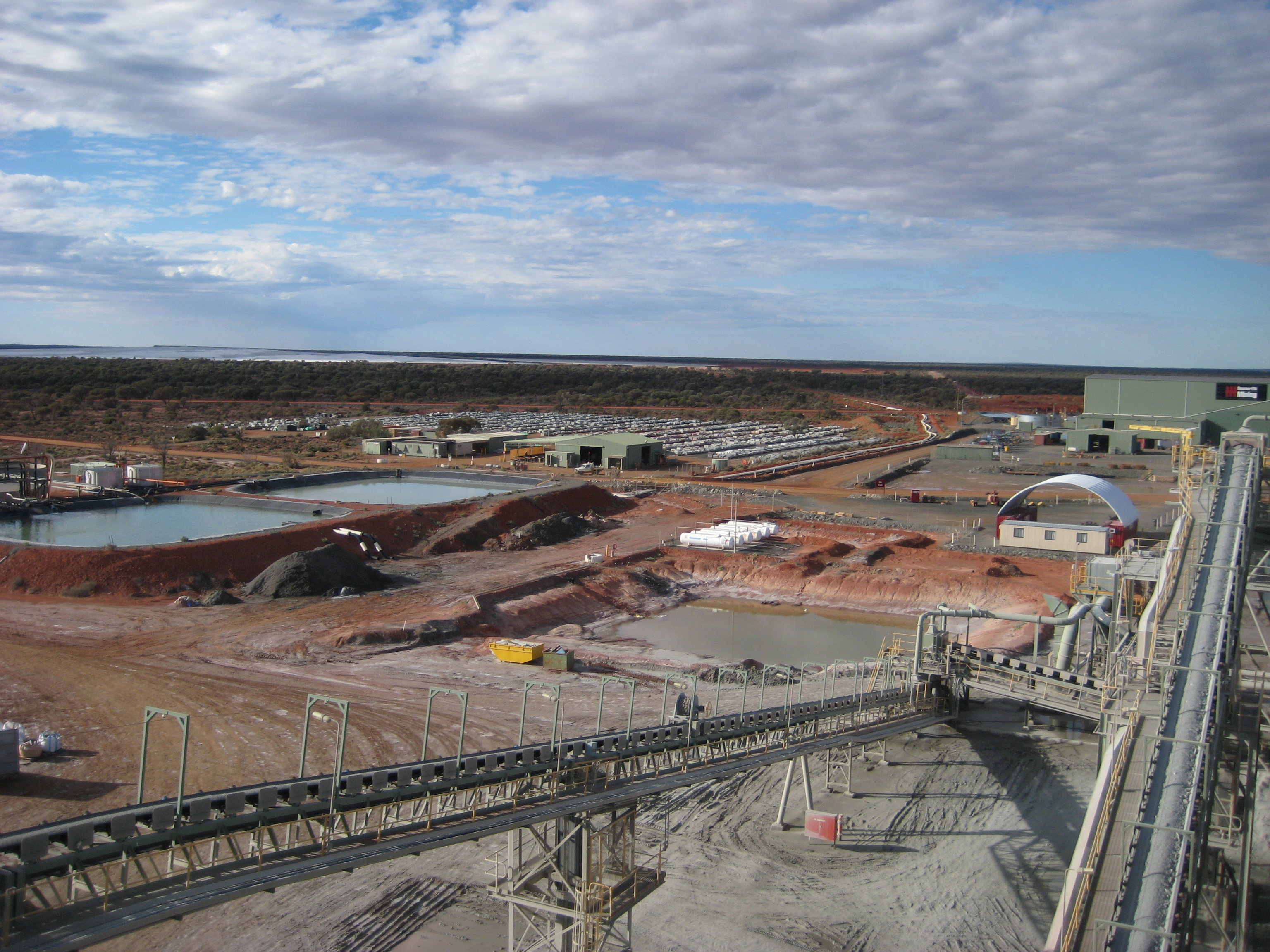
Bergwerksgelände, links befinden sich Abwasserbecken

## Produktionsergebnisse
Übersicht der Produktionszahlen:
| Jahr | Produktion    | Gehalt   | Kosten je Unze |
| 2000 | 309.000 Unzen | 3,87 g/t | A$ 309         |
| 2001 | 297.000 Unzen | 4,12 g/t | A$ 311         |
| 2002 | 382.000 Unzen | 3,49 g/t | A$ 312         |
| 2003 | 358.000 Unzen | 3,12 g/t | US$ 228        |
| 2004 | 410.000 Unzen | 3,46 g/t | US$ 260        |
| 2005 | 455.000 Unzen | 3,68 g/t | US$ 269        |
| 2006 | 465.000 Unzen | 3,39 g/t | US$ 298        |
| 2007 | 600.000 Unzen | 4,86 g/t | US$ 306        |
| 2008 | 433.000 Unzen | 3,46 g/t | US$ 531        |
| 2009 | 401.000 Unzen | 2,87 g/t | US$ 646        |
| 2010 |               |          |                |